# 로베르트 벨랴노프스키
로베르트 벨랴노프스키(마케도니아어: Роберт Вељановски, 1968년 2월 5일 ~ )는 마케도니아 공화국의 배우이다.